# Românași (gmina)
Românași – gmina w Rumunii, w okręgu Sălaj. Obejmuje miejscowości Chichișa, Ciumărna, Păușa, Poarta Sălajului, Românași i Romita. W 2011 roku liczyła 2894 mieszkańców.